# ウォルター・アイオス・ジュニア
ウォルター・アイオス・ジュニア（Walter Iooss Jr.）は1943年9月15日生まれ、マイケル・ジョーダン、ケリー・スレーター、タイガー・ウッズ、スコッティ・ピッペン、モハメド・アリなどのアスリートの写真で知られるアメリカの写真家である。彼は「スポーツ界の桂冠詩人」と呼ばれている。
アイオスはスポーツ・イラストレイテッド誌の撮影でキャリアをスタートし、50年以上にわたって同誌に寄稿していた。また、同誌の水着特集号の撮影も40年間行っていた。ブルース・シルバースタイン・ギャラリーはアイオスの優れた作品を独占的に取り扱っている。

## 誕生から幼少期
テキサス州テンプル生まれ。5歳のときにテンプルからニュージャージー州イーストオレンジに引っ越した。1959年、父親に買ってもらったカメラでプロのフットボールの試合で初めてフィルム撮影した。1960年、夏にニューヨーク市のドイツ写真学校に入学した。1961年、イーストオレンジ高校を卒業した同じ年に、アイオスはスポーツ・イラストレイテッドから初めての仕事を請け負った。2年後、彼はスポーツ・イラストレイテッドの表紙を初めて撮影した。さらに5年後、それまで撮影していたスポーツ写真とは別ジャンルのアトランティック・レコードの専属カメラマンになった。2004年、彼はスポーツ写真のルーシー生涯功労賞を受賞した。

## 1968年以降の経歴
1968年から1972年まで、イオスはニューヨークのアトランティック・レコードの専属カメラマンとして、ジェームス・ブラウン、ジミ・ヘンドリックス、ジャニス・ジョプリンなどのアーティストを撮影した。
1982年、アイオスは富士フイルムに採用され、ロサンゼルスで開催される1984年夏季オリンピックに出場するアスリートの長期調査に携わった。2年半に及ぶこのプロジェクトのために、アイオスはスポーツ イラストレイテッドのスタッフを辞めざるを得なかったが寄稿は続けた。その結果、『Shooting for the Gold』という本が出版された。1980年代後半、アイオスはキャメルタバコの広告キャンペーンの撮影を依頼された。
1993年、アイオスの作品はアッパー・デック・カンパニー（英語: Upper Deck Company）の「アイオス・コレクション」と名付けられたセットの野球カード27枚に採用された。
アスリートやモデルを撮影してきたアイオスだが、路上でボール遊びをするキューバの子供たちや、タイのキックボクサーの生々しい欲望を捉えた写真も撮っている。アイオスは「写真撮影の本当の喜びは、こうした瞬間です。私は常に自由を求め、一対一を求めています。そのとき初めて本能が表れるのです。」と語っている。

## 受賞等
- 2004: スポーツ写真における優れた業績に対してLucie賞受賞。[7]